# Rachel Bespaloff
Rachel Bespaloff (Nova Zagora, Bulgària, 14 de maig de 1895 - South Hadley, Massachusetts, Estats Units, 6 d'abril de 1949) fou una escriptora i filòsofa nacionalitzada estatunidenca, de llengua francesa, filla de Daniel Pasmanik, teòric del sionisme i metge, i de Debora Perlmutter, doctora en filosofia.

## Biografia
Originària d'una família jueva d'Ucraïna. A l'any 1897, la seva família es va establir a Ginebra, on esdevindrà estudiant d'Ernest Bloch. Començà una carrera musical però la descartà per dedicar-se a l'escriptura. Cap a 1919 es va instal·lar a París, on es casà amb Nicia Bespaloff i tingué una filla; ensenyava música i rítmica a la Grand Opéra i a l'Institut Jacques Dalcroze. La família s'instal·la a Sant Rafèu, a la Provença, d'on anava sovint París.
Al voltant de 1925 conegué Lev Xestov, i el cercle d'intel·lectuals que l'envoltaven: Daniel Halévy, Jacques Schiffrin, Gabriel Marcel, Benjamin Fondane i Jean Wahl.
Fugí de França als Estats Units amb motiu de l'ocupació alemanya.
Se suïcidà amb gas el 6 d'abril de 1949 a South Hadley, Massachusetts (Estats Units).

## Obra i pensament
La seva obra es caracteritza per una lectura existencial de Søren Kierkegaard, Gabriel Marcel, André Malraux, etc. Descobrir l'ésser darrere de l'escrit és el seu credo. És coneguda pel seu assaig sobre la Ilíada (De la Ilíada). Va ser de les primeres persones que va llegir Martin Heidegger a França. L'amistat amb Lev Xestov i Jean Wahl influí molt en el seu pensament. Té només dues obres publicades. A més de la Ilíada, l'altra és Cheminements et Carrefours, publicada a l'any 1938 per l'editorial Vrin, que conté una sèrie d'assaigs sobre el pensament de Julien Green, André Malraux, Sören Kierkegaard, Gabriel Marcel i Lev Xestov. En aquests assaigs és on encunya sobretot el seu pensament sobre l'instant de la veritat, de la llibertat, la força o el secret. En els assaigs sobre Kierkegaard fa una lectura crítica de les dues obres kierkegaardianes La Repetició i Temor i Tremolor, on es poden destacar les seves reflexions sobre l'ètica o la literatura.
Com a lectora de Kierkegaard, cal destacar també la importància d'una altra obra de Kierkegaard que ha tingut influència sobre el pensament de Bespaloff, Les Obres de l'amor, d'on va extreure sobretot les nocions d'amor i justícia. Però, de la mateixa manera que en la seva lectura d'Homer, Bespaloff destaca que un aspecte interessant de l'escriptura de Kierkegaard és justament el conjunt de pseudònims, personatges, els múltiples editors i protagonistes. Aquest joc d'identitats permetia a Bespaloff analitzar un text a partir de les oposicions que es donen entre aquests personatges. És justament entre aquests personatges on, per a Bespaloff, «es teixeixen els trets d'un món, s'aixequen, configuren tensions que ressonen amb tensions del propi escriptor».
D'aquesta posada en joc del conjunt de personatges (tant herois, com personatges marginals del relat d'Homer) o dels pseudònims i dels personatges de Kierkegaard, Bespaloff comença encunyar la línia de un pensament sobre la fragilitat humana.
Entre els anys 1937 i 1947 manté correspondència amb Jean Wahl, on reprèn algunes de les reflexions desenvolupades en Cheminements et Carrefours, entre les quals sobre l'instant de la veritat com a secret de l'ésser, «la veritat que és, no és aquella que és donada» i sobre l'experiència de la literatura.
Els seus primers escrits, en forma d'articles, van ser publicats entre els anys 1932 i 1939 a la Revue Philosophique i La Nouvelle Revue Française. Les diverses cartes que intercanvia amb Jean Wahl, Gabriel Marcel o André Malraux, contenen gran part del seu pensament filosòfic i literari.

## Obres traduïdes en català
- De la Ilíada, seguit de «L'estil de l'edat mítica» de Herman Broch; edició, traducció i introducció de Rosa Rius Gatell; amb escrits de Jean Wahl, Montserrat Jufresa i Fina Birulés; editor Lleonard Muntaner, 2012, Palma (Mallorca);

## Obres
- Del l'Iliade, 1943, New York, Brentano; reimpresa per Ed. Allia (ISBN 9782844851611)
- Cartes a Jean Wahl - 1937/1947 "Sur le fond le plus déchiqueté de l'histoire", éd. Clara Paulhan 2003, (ISBN 2-912222-19-2)[7]
- Cheminements et Carrefours, éd. Librairie philosophique Vrin; 2004, ISBN 2711617165[8]
- Sur Heidegger (Lettre à Daniel Halévy), éditions de la Revue Conférence, 2009, ISBN 978-2912771247
- «Lettres à Boris de Schloezer» (1942-1946), présentées et annotées par Olivier Salazar-Ferrer, Conférence, n°16, 2003, p.407-459,ISBN 2-912771-11-0
- «Lettres à Boris de Schloezer» (1942-1946), présentées et annotées par Olivier Salazar-Ferrer et Christophe Carraud, Conférence, n°17, 2003, p. 521-565, ISBN 2-912771-12-9
- «La Double appartenance», présenté par Olivier Salazar-Ferrer, Conférence, n°12, printemps 2001, p.759-776, ISBN 2-912771-07-2